# Polyphida lumawigi
Polyphida lumawigi es una especie de escarabajo longicornio del género Polyphida, tribu Glaucytini, orden Coleoptera. Fue descrita científicamente por Hüdepohl en 1992.
La especie se mantiene activa durante el mes de junio.

## Descripción
Mide 10,7 milímetros de longitud.

## Distribución
Se distribuye por Filipinas.